# 川添登
川添 登（かわぞえ のぼる、1926年2月23日 - 2015年7月9日）は、日本の建築評論家。
都市評論家、文明評論家でもあり、1953年から1957年まで雑誌『新建築』編集長をつとめ、往時に伝統論争を仕掛けた。以後、建築評論から民俗学に至る分野で活躍していく。1960年のグループメタボリズム結成に参画、また建築のほか旺盛な都市評論を展開。傍らで師・今和次郎の研究などをも手がける。建築の実作をつくらずして建築評論を展開することで日本の建築思想を牽引し、日本の建築家の作品や考え方に影響を与え続けたという。日本生活学会・日本展示学会・道具学会名誉会員。

## 来歴・人物
東京都出身。駒込染井に生まれる。早稲田大学専門部工科建築専攻から早稲田大学文学部哲学科心理学専修に進学。卒業後は早稲田大学理工学部第二部今和次郎研究室助手の傍ら建築学科に進学。1953（昭和28）年、卒業。今が結成した生活研究会幹事の担当をきっかけに月刊誌『新建築』の編集にかかわっていく。これにより同年より、新建築社勤務。『新建築』の編集長を務める。『日本美術年鑑』によると川添がこのとき残した日本建築界への多大な功績のうちで特筆なのは1950年代から60年代にかけて建築界の言説を牽引、建築批評と建築評論の両面から建築ジャーナリズムを確立したことであるといわれ、このため『新建築』誌上で建築家に論考を促し建築の背景にある思想を記述させたほかに、「日本建築のルーツはなにか」、さらには「日本建築をどう表現すべきか」を問うため50年代半ばには伝統論をテーマに論争を仕掛け、言説を煽うなど建築ジャーナリズムを通し、日本建築とは何かを日本の建築家に問い続けたという。さらにはこの時期は新建築の編集のみに留まらず、「岩田知夫」のペンネームで、新建築と、当時発行されていた建築雑誌『国際建築』や『建築文化』などの別雑誌にも寄稿して議論を盛り上げていく。しかし1957年、新建築問題（誌上で村野藤吾の有楽町そごうを批評したことに社長が激怒し、編集部員全員が解雇された）がきっかけで退職。独立してフリーの建築評論家となる。
1960年世界デザイン会議日本実行委員に就任。またこれをきっかけに浅田孝、菊竹清訓、大高正人、槇文彦、黒川紀章らとメタボリズムの活動に参加した。特筆すべきはメタボリズム運動の中心メンバーとして活動を牽引、また世界デザイン会議において実行委員の中心として参画し他国から著名建築家を招聘の一方で、メタボリズムの概念を練りあげ、『METABOLISM 1960 都市への提案』（美術出版社、1960年）を出版、日本発の世界的な建築理念を発表するに至ったことで、これは当時において海外ではオリエンタリズムの観点から形態について述べられるに過ぎなかった日本の現代建築を、現代建築思想の観点を含めて世界的な建築批評の壇上に持ち上げることに成功したことであるという。
1969年には大阪万博博覧会テーマ館サブプロデューサーに就任。1970年に開幕した日本万国博覧会に尽力した。
また、林雄二郎をはじめ、親交ある梅棹忠夫、加藤秀俊、小松左京と「貝喰う会」こと日本未来学会を発足。1970年には京都に、加藤秀俊などとともに自身も設立に加わったシンクタンクのCDI（Communication Design Institute、コミュニケーションデザイン研究所）所長（後相談役）も務めた。
1972年に日本生活学会を創設し、会長・理事長などを務めた。
1981年開催のつくば国際科学技術博覧会では政府出展総括プロデューサーに就任。
1987年から1999（平成11）年まで、郡山女子大学教授。1993年から1996年まで早稲田大学客員教授。1999年より2002年まで田原市立田原福祉専門学校校長を務めた。
2015年7月9日、肺炎のため死去。89歳没。

## 受賞
- 1960年、『民と神の住まい』により毎日出版文化賞。
- 1982年、『生活学の提唱』により今和次郎賞。
- 1997年、南方熊楠賞[5]。

## 著作

### 単著
- 『現代建築を創るもの』彰国社 1958
- 『民と神の住まい 大いなる古代日本』光文社［カッパ・ブックス］ 1960、講談社学術文庫 1979
- 『メタボリズム』美術出版社 1960
- 『建築の滅亡』現代思潮社 1960
- 『デザインとは何か』角川新書 1961、角川選書 1971
- 『日本の塔』淡交新社 1964
- 『都市と文明 古代から未来まで』雪華社 1965
- 『日本文化と建築』彰国社 1965
- 『現代都市と建築』三一書房 1965
- 『現代のデザイン』三一書房 1966
- 『都市と建築』日本放送出版協会 1967
- 『建築家・人と作品』上下 井上書院［井上新書］ 1968
- 『移動空間論』鹿島研究所出版会SD選書］ 1968
- 『黒潮の流れの中で』筑摩書房 1969
- 『建築と伝統』彰国社 1971
- 『川添登評論集』全5巻 産業能率短期大学出版部 1976
- 『東京の原風景 都市と田園との交流』NHKブックス 1979、ちくま学芸文庫 1993
- 『デザイン論』東海大学出版会 1979
- 『日本の知恵と伝統 生活の中のデザイン』講談社 1981
- 『生活学の提唱』ドメス出版 1982
- 『象徴としての建築』筑摩書房 1982
- 『裏側からみた都市 生活史的に』NHKブックス 1982
- 『生活学の誕生』ドメス出版 1985
- 『都市空間の文化』岩波書店 1985
- 『今和次郎 その考現学』リブロポート（シリーズ民間日本学者） 1987、ちくま学芸文庫（増補） 2004
- 『「木の文明」の成立』上下 NHKブックス 1990
- 『列島文明 海と森の生活誌』平凡社 1994
- 『都市の歴史とくらし』ドメス出版 1996
- 『環境へのまなざし』ドメス出版 2004
- 『伊勢神宮 森と平和の神殿』筑摩書房 2007

### 共著
- （菊竹清訓、大高正人、槙文彦、黒川紀章）『METABOLISM 1960 都市への提案』美術出版社 1960
- （梅棹忠夫）『桂離宮』淡交新社 1961
- （丹下健三、渡辺義雄）『伊勢 日本建築の原形』朝日新聞社 1962
- （亀井勝一郎、長谷川誠）『西の京薬師寺』淡交新社 1963
- （黒川紀章）『プレハブ住宅』東京中日新聞出版局 1964
- （小松左京編著、小松左京・加藤秀俊・川喜田二郎共著）『シンポジウム未来計画』講談社、1967年
- （槙文彦）『現代建築 対談 都市空間の原点を求めて』筑摩書房 1970
- （山田宗睦）『菊-日本文化を考える』講談社学術文庫 1979
- （菊池勇夫）『植木の里 東京駒込・巣鴨』ドメス出版 1986

### 編著
- 『都市と人間』 日本生産性本部 1967
- 『蔵』 文藝春秋 1980
- 『生活学へのアプローチ』 ドメス出版 1984
- 『おばあちゃんの原宿 巣鴨とげぬき地蔵の考現学』 平凡社 1989

### 共編
- （丹下健三）『現実と創造 1946-1958』美術出版社 1966
- （犬丸義一）『中国の文化大革命 その根源と矛盾』青木書店 1968
- （丹下健三）『技術と人間 丹下健三+都市・建築設計研究所 1955-1964』美術出版社 1968
- （菊竹清訓）『菊竹清訓作品と方法 1956-1970』美術出版社 1973
- （宮本常一）『日本の海洋民』未來社 1974
- （高取正男、米山俊直）『生活学ことはじめ 日本文化の原像』講談社 1976
- （山岡義典）『日本の企業家と社会文化事業 大正期のフィランソロピー』東洋経済新報社 1987
- （一番ケ瀬康子）『生活学原論』光生館 1993
- （佐藤健二）『生活学の方法』光生館 1997
- （一番ケ瀬康子）『生活学事典』ティビーエス・ブリタニカ 1999
- （大高正人）『メタボリズムとメタボリストたち』美術出版社 2005

### 関連書
- 『思い出の記』真島俊一、寺出浩司、佐藤健二編 70/70の会 1996
- 『川添登著作目録 1941.5-1996.12』真島俊一、寺出浩司、佐藤健二編 70/70の会 1997